# Marc Mero
Marc Mero (* 9. Juli 1960 in Macon, Georgia, oder am 19. Juli 1960 in Atlanta, Georgia oder am 9. Juli 1960 in Buffalo, New York oder am 9. Juli 1963 in Macon, Georgia) ist ein ehemaliger US-amerikanischer Wrestler, der für Total Nonstop Action Wrestling sowie World Championship Wrestling als Johnny B. Badd und für die damalige World Wrestling Federation (heute World Wrestling Entertainment) als „Wildman/Marvelous“ Marc Mero auftrat.

## Karriere
Marc Mero fand in seiner College-Zeit zum Boxen, wo er sich in den Ranglisten hocharbeitete und nationale Meisterschaften gewann. Anfang der 1990er-Jahre entdeckte Mero dann den Wrestling-Sport.

### WCW
Trainiert von Ray Rinaldi, debütierte er 1991 als Marc Mero in der WCW. Obwohl er vom bodenständigen Box-Sport kam, beeindruckte Mero vor allem mit akrobatischen Highspots – einem Wrestling-Stil, den man damals nur aus mexikanischen Ligen kannte. Dennoch wurde er nur als Jobber eingesetzt. Dann erhielt er ein neues Gimmick als Johnny B. Badd, das stark an den Sänger Little Richard erinnerte. Sein damaliger Manager war Theodore R. Long. Seine größten Matches bestritt er unter anderem gegen Lord Steven Regal, Arn Anderson und Stunning Steve Austin. Er hat auch Kimberly Page von Diamond Dallas Page in einem Match befreit und sich gleichzeitig den WCW Television Title gesichert.
Er verweigerte allerdings Storylines, die seiner christlichen Religion angeblich nicht würdig waren, und somit wurde er von Eric Bischoff entlassen.

### WWF

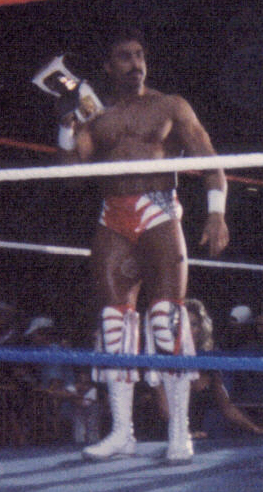
Marc Mero als Intercontinental Champion 1996.

1996 wechselte Marc Mero von der WCW zur WWE (damals noch WWF), die ihn unter seinem wirklichen Namen einsetzte. Der frühere Box-Champion trat mit Sable (Rena Mero, im echten Leben waren die beiden damals miteinander verheiratet) an seiner Seite auf, die er bei seiner ersten Promo gegen Triple H verteidigte (Sable spielte an diesem Abend das Valet von Triple H, und als er sie für seine Niederlage verantwortlich machte und ohrfeigte, griff Mero ihn mit einem Spear Tackle an).
Als der Intercontinental-Champion-Titel Ende 1996 für vakant erklärt wurde, setzte man ein Turnier an, bei dem sich Wildman Marc Mero durchsetzen und den Gürtel gewinnen konnte. Einen Monat später verlor Mero seinen frisch gewonnenen Titel jedoch schon wieder durch eine Niederlage gegen Triple H, der Unterstützung von Mr. Perfect erhalten hatte. Die Fehde mit Mr. Perfect Curt Hennig musste jedoch fallen gelassen werden, als dieser die WWE verließ. Meros Pech hielt an, denn kurz darauf zwang ihn eine schwere Verletzung zu einer 8-monatigen Ruhepause.
Ende 1997 war Marc Mero wieder genesen und konnte wenig später in die WWE zurückkehren. Gemeinsam mit Sable besiegte er bei WrestleMania XIV im folgenden Jahr Goldust und Luna Vachon. Mero schien es nicht zu gefallen, wie sehr Sable mittlerweile in den Mittelpunkt gerückt war, also versuchte er, sie zu unterdrücken. Die Fans hassten ihn dafür, umso mehr, als Marc Mero Sable in einem Karriere-Match besiegte und sie dadurch zwang, aus den Fernsehsendungen zu verschwinden. Es dauerte jedoch nicht lange, dass Marc Mero derjenige war, der die WWE verließ, während seine heutige Ex-Frau später zurückkehrte.
1998 trat er in einem Brawl For All-Turnier an, bei dem er gegen Steve Blackman schon in der ersten Runde ausschied. Mero verletzte dabei Steve Blackman so schwer, dass er ihn im Viertelfinale ersetzen musste. Allerdings verlor er da gegen Bradshaw.
Nachdem Sable in der WWF gekündigt hatte, verklagte sie das Unternehmen wegen sexueller Belästigung und unsicherer Arbeitsbedingungen auf einen Betrag von 110 Millionen US-Dollar. Marc Mero wurde daraufhin entlassen, was er größtenteils Sable zu verdanken hatte. Er hörte mit dem Profi-Wrestling auf und managte seine Frau, die als Schauspielerin auf ihren großen Durchbruch hoffte.
Marc & Rena Mero ließen sich im Jahre 2003 scheiden, da Marc sie mehrfach geschlagen haben soll.

### TNA
Daraufhin bestritt Mero wieder als Johnny B. Badd einige Matches für TNA Wrestling. Derzeit arbeitet er als Moderator in einer Radiosendung, die die Fernsehsendungen von TNA promotet.

## Titel

### Amateur Boxen
- 4 New York State Titel:
  - Amateur Athletic Union
  - Empire State Games
  - New York Golden Gloves

### Wrestling
- Pro Wrestling Illustrated
  - PWI Rookie of the Year (1991)
  - Platz 264 der 500 besten Single Wrestler 2003.

- World Championship Wrestling
  - 3× WCW World Television Championship

- World Wrestling Federation
  - 1× WWF Intercontinental Championship

- Wrestling Observer Newsletter
  - Most Improved Wrestler (1995)
  - Rookie of the Year (1991)